# Gran Premio motociclistico di Germania 1995
Il Gran Premio motociclistico di Germania 1995 fu il quinto appuntamento del motomondiale 1995.
Si svolse il 21 maggio 1995 sul circuito del Nürburgring e vide la vittoria di Daryl Beattie nella classe 500, di Max Biaggi nella classe 250, di Haruchika Aoki nella classe 125, dell'equipaggio Darren Dixon-Andy Hetherington nella classe sidecar e di Yves Briguet per il Thunderbike Trophy.

## Classe 500

### Arrivati al traguardo
| Pos. | Nº | Pilota               | Squadra                  | Motocicletta  | Giri | Tempo     | Griglia | Punti |
| ---- | -- | -------------------- | ------------------------ | ------------- | ---- | --------- | ------- | ----- |
| 1º   | 4  | Daryl Beattie        | Lucky Strike Suzuki      | Suzuki        | 27   | 46:01.392 | 3       | 25    |
| 2º   | 2  | Luca Cadalora        | Marlboro Team Roberts    | Yamaha        | 27   | +9.874    | 2       | 20    |
| 3º   | 7  | Shin'ichi Itō        | Repsol Honda             | Honda         | 27   | +9.967    | 6       | 16    |
| 4º   | 6  | Àlex Crivillé        | Repsol Honda             | Honda         | 27   | +11.706   | 9       | 13    |
| 5º   | 5  | Alberto Puig         | Fortuna-Honda-Pons       | Honda         | 27   | +12.399   | 8       | 11    |
| 6º   | 65 | Loris Capirossi      | Marlboro Team Pileri     | Honda         | 27   | +25.780   | 4       | 10    |
| 7º   | 9  | Alex Barros          | Barros-Kanemoto-Honda    | Honda         | 27   | +33.342   | 7       | 9     |
| 8º   | 17 | Norifumi Abe         | Marlboro Team Roberts    | Yamaha        | 27   | +33.787   | 10      | 8     |
| 9º   | 13 | Loris Reggiani       | Aprilia Racing           | Aprilia       | 27   | +52.853   | 5       | 7     |
| 10º  | 19 | Juan Borja           | Roc N.R.J.               | ROC Yamaha    | 27   | +1:02.666 | 13      | 6     |
| 11º  | 20 | Cristiano Migliorati | Harris Grand Prix        | Harris Yamaha | 27   | +1:23.016 | 11      | 5     |
| 12º  | 14 | Adrian Bosshard      | Thommen Elf Racing       | ROC Yamaha    | 27   | +1:32.101 | 12      | 4     |
| 13º  | 18 | Laurent Naveau       | ROC Euroteam             | ROC Yamaha    | 27   | +1:33.379 | 17      | 3     |
| 14º  | 25 | Neil Hodgson         | World Champ. Motorsports | ROC Yamaha    | 27   | +1:35.056 | 14      | 2     |
| 15º  | 51 | Jean Pierre Jeandat  | Jpj Paton                | Paton         | 27   | +1:36.902 | 20      | 1     |
| 16º  | 44 | Marc Garcia          | DR Team Shark            | ROC Yamaha    | 27   | +1:44.563 | 21      |       |
| 17º  | 11 | Bernard Garcia       | Team ROC                 | ROC Yamaha    | 27   | +1:47.906 | 18      |       |
| 18º  | 37 | Frédéric Protat      | FP Racing                | ROC Yamaha    | 26   | +1 giro   | 19      |       |
| 19º  | 28 | Bruno Bonhuil        | M.T.D.                   | ROC Yamaha    | 26   | +1 giro   | 24      |       |
| 20º  | 66 | Nicholas Schmassman  |                          | Yamaha        | 26   | +1 giro   | 29      |       |
| 21º  | 23 | Eugene McManus       | Padgetts Racing          | Harris Yamaha | 26   | +1 giro   | 22      |       |

### Ritirati
| Nº | Pilota            | Squadra           | Motocicletta  | Giri | Griglia |
| -- | ----------------- | ----------------- | ------------- | ---- | ------- |
| 21 | Bernard Haenggeli | Haenggeli Racing  | ROC Yamaha    | 23   | 27      |
| 69 | James Haydon      | Harris Grand Prix | Harris Yamaha | 14   | 15      |
| 10 | Jeremy McWilliams | Team Millar       | Yamaha        | 13   | 16      |
| 38 | Antonio Irizar    | Harris Grand Prix | Harris Yamaha | 11   | 31      |
| 1  | Mick Doohan       | Repsol Honda      | Honda         | 8    | 1       |
| 24 | Scott Gray        | Starsport         | Harris Yamaha | 4    | 28      |
| 22 | Lucio Pedercini   | Team Pedercini    | ROC Yamaha    | 4    | 23      |
| 27 | Andrew Stroud     | Team Marco Papa   | ROC Yamaha    | 2    | 30      |

### Non partiti
| Nº | Pilota            | Squadra             | Motocicletta  | Griglia |
| -- | ----------------- | ------------------- | ------------- | ------- |
| 32 | Toshiyuki Arakaki | Padgetts Racing     | Harris Yamaha | 25      |
| 8  | Sean Emmett       | Lucky Strike Suzuki | Suzuki        | 26      |
| 67 | Hans Wieser       |                     | Yamaha        | 32      |

## Classe 250

### Arrivati al traguardo
| Pos. | Nº | Pilota                    | Squadra              | Motocicletta | Giri | Tempo     | Griglia | Punti |
| ---- | -- | ------------------------- | -------------------- | ------------ | ---- | --------- | ------- | ----- |
| 1º   | 1  | Max Biaggi                | Chesterfield Aprilia | Aprilia      | 25   | 43:39.378 | 1       | 25    |
| 2º   | 7  | Tetsuya Harada            | Marlboro Team Rainey | Yamaha       | 25   | +1.608    | 3       | 20    |
| 3º   | 2  | Tadayuki Okada            | Team HRC             | Honda        | 25   | +9.620    | 5       | 16    |
| 4º   | 25 | Kenny Roberts Jr          | Marlboro Team Rainey | Yamaha       | 25   | +9.870    | 10      | 13    |
| 5º   | 6  | Jean-Philippe Ruggia      | Elf-Honda-Tech 3     | Honda        | 25   | +10.408   | 7       | 11    |
| 6º   | 8  | Jean-Michel Bayle         | Chesterfield Aprilia | Aprilia      | 25   | +10.700   | 4       | 10    |
| 7º   | 12 | Carlos Checa              | Fortuna-Honda-Pons   | Honda        | 25   | +22.982   | 8       | 9     |
| 8º   | 10 | Nobuatsu Aoki             | Blumex Rheos Racing  | Honda        | 25   | +23.115   | 16      | 8     |
| 9º   | 9  | Luis d'Antín              | MX Onda-S.S.P. Comp. | Honda        | 25   | +23.254   | 9       | 7     |
| 10º  | 34 | Marcellino Lucchi         | Aprilia Racing       | Aprilia      | 25   | +25.152   | 6       | 6     |
| 11º  | 19 | Olivier Jacque            | Elf-Honda-Tech 3     | Honda        | 25   | +32.624   | 11      | 5     |
| 12º  | 17 | Jurgen van den Goorbergh  | Maxell Team Global   | Honda        | 25   | +32.741   | 12      | 4     |
| 13º  | 16 | Patrick van den Goorbergh | Docshop Racing       | Aprilia      | 25   | +47.716   | 14      | 3     |
| 14º  | 5  | Niall Mackenzie           | Docshop Racing       | Aprilia      | 25   | +47.872   | 17      | 2     |
| 15º  | 27 | Sadanori Hikita           | Maxell Team Global   | Honda        | 25   | +51.956   | 19      | 1     |
| 16º  | 22 | Adolf Stadler             | Veitinger            | Aprilia      | 25   | +1:03.825 | 18      |       |
| 17º  | 30 | José Luis Cardoso         | PR2 Aprilia          | Aprilia      | 25   | +1:07.028 | 21      |       |
| 18º  | 21 | Gregorio Lavilla          | MX Onda-S.S.P. Comp. | Honda        | 25   | +1:16.504 | 20      |       |
| 19º  | 33 | Francisco Padro           | Bjc Racing           | Aprilia      | 24   | +1 giro   | 27      |       |
| 20º  | 31 | Miguel Angel Castilla     | Troll 10x10 Repsol   | Yamaha       | 24   | +1 giro   | 26      |       |
| 21º  | 64 | Markus Gemperle           |                      | Aprilia      | 24   | +1 giro   | 28      |       |
| 22º  | 66 | Matthias Neukirchen       |                      | Yamaha       | 24   | +1 giro   | 30      |       |

### Ritirati
| Nº | Pilota             | Squadra             | Motocicletta | Giri | Griglia |
| -- | ------------------ | ------------------- | ------------ | ---- | ------- |
| 29 | Jürgen Fuchs       | HB Honda Germany    | Honda        | 23   | 15      |
| 15 | Oliver Petrucciani | Edo Racing          | Aprilia      | 12   | 22      |
| 23 | Luis Maurel        | Maurel Competicion  | Honda        | 9    | 25      |
| 67 | Jürgen Oelschläger |                     | Honda        | 7    | 31      |
| 55 | Régis Laconi       | Equipe De France GP | Honda        | 4    | 23      |
| 28 | Ralf Waldmann      | HB Honda Germany    | Honda        | 3    | 2       |
| 24 | Bernd Kassner      | Team Munich         | Aprilia      | 2    | 24      |
| 13 | Eskil Suter        | Mohag Aprilia       | Aprilia      | 1    | 13      |

### Non partiti
| Nº | Pilota            | Squadra              | Motocicletta | Griglia |
| -- | ----------------- | -------------------- | ------------ | ------- |
| 3  | Takeshi Tsujimura | Fcc Technical Sports | Honda        |         |
| 4  | Doriano Romboni   | Honda Team Agostini  | Honda        | 29      |
| 26 | Davide Bulega     | Givi Racing          | Honda        | 32      |

## Classe 125

### Arrivati al traguardo
| Pos. | Nº | Pilota             | Squadra                | Motocicletta | Giri | Tempo     | Griglia | Punti |
| ---- | -- | ------------------ | ---------------------- | ------------ | ---- | --------- | ------- | ----- |
| 1º   | 12 | Haruchika Aoki     | Blumex Rheos Racing    | Honda        | 23   | 42:40.574 | 2       | 25    |
| 2º   | 2  | Noboru Ueda        | Givi Racing            | Honda        | 23   | +0.671    | 5       | 20    |
| 3º   | 26 | Emilio Alzamora    | Scot-San Patrignano    | Honda        | 23   | +2.057    | 6       | 16    |
| 4º   | 7  | Stefano Perugini   | Ipa Aprilia            | Aprilia      | 23   | +11.688   | 15      | 13    |
| 5º   | 4  | Dirk Raudies       | HB Team Raudies        | Honda        | 23   | +15.473   | 10      | 11    |
| 6º   | 9  | Hideyuki Nakajō    | Jha Racing             | Honda        | 23   | +25.742   | 13      | 10    |
| 7º   | 23 | Manfred Geissler   | Marlboro-Aprilia-Eckl  | Aprilia      | 23   | +31.952   | 9       | 9     |
| 8º   | 37 | Ken Miyasaka       | Jha Racing             | Honda        | 23   | +32.005   | 16      | 8     |
| 9º   | 20 | Tomomi Manako      | Fcc Technical Sports   | Honda        | 23   | +44.698   | 7       | 7     |
| 10º  | 17 | Gianluigi Scalvini | Ipa Aprilia            | Aprilia      | 23   | +46.730   | 24      | 6     |
| 11º  | 19 | Yoshiaki Katō      | Aspar Cepsa            | Yamaha       | 23   | +56.232   | 12      | 5     |
| 12º  | 38 | Luigi Ancona       | Scot-San Patrignano    | Honda        | 23   | +1:05.027 | 21      | 4     |
| 13º  | 28 | Takehiro Yamamoto  | Moto Bum Team Harc Pro | Honda        | 23   | +1:09.131 | 18      | 3     |
| 14º  | 29 | Yoshiyuki Sugai    | Racing Supply          | Honda        | 23   | +1:15.182 | 22      | 2     |
| 15º  | 31 | Stefan Kurfiss     | Scott-Attac!           | Aprilia      | 22   | +1 giro   | 33      | 1     |

### Ritirati
| Nº | Pilota            | Squadra               | Motocicletta | Giri | Griglia |
| -- | ----------------- | --------------------- | ------------ | ---- | ------- |
| 1  | Kazuto Sakata     | Krona-Aprilia         | Aprilia      | 22   | 1       |
| 64 | Frank Baldinger   | Ditter Plastic        | Honda        | 20   | 29      |
| 14 | Akira Saitō       | Docshop Racing        | Honda        | 19   | 4       |
| 15 | Loek Bodelier     | LB Racing             | Aprilia      | 17   | 26      |
| 32 | Hiroyuki Kikuchi  | Elf Team Kepla        | Honda        | 17   | 28      |
| 65 | Alexander Folger  | Aprilia Deutschland   | Aprilia      | 16   | 32      |
| 8  | Masaki Tokudome   | Ditter Plastic        | Aprilia      | 10   | 8       |
| 10 | Herri Torrontegui | Pit Lane Racing       | Honda        | 9    | 11      |
| 6  | Jorge Martínez    | Aspar Cepsa           | Yamaha       | 8    | 23      |
| 25 | Vittorio Lopez    | Scuderia Alfa Ducados | Aprilia      | 8    | 14      |
| 24 | Gabriele Debbia   | Debbia Team Semprucci | Yamaha       | 7    | 31      |
| 67 | Ivan Tschudin     | Knecht Racing         | Honda        | 7    | 30      |
| 11 | Stefan Prein      | Energizer Elf/Prein   | Yamaha       | 5    | 25      |
| 66 | Maik Stief        | Team Stief            | Yamaha       | 5    | 27      |
| 21 | Tomoko Igata      | Fcc Technical Sports  | Honda        | 0    | 19      |

### Non partiti
| Nº | Pilota           | Squadra               | Motocicletta | Griglia |
| -- | ---------------- | --------------------- | ------------ | ------- |
| 5  | Peter Öttl       | Marlboro-Aprilia-Eckl | Aprilia      | 3       |
| 22 | Andrea Ballerini | Krona-Aprilia         | Aprilia      | 17      |
| 18 | Oliver Koch      | Ditter Plastic        | Aprilia      | 20      |

## Classe sidecar
Nel primo GP della stagione delle motocarrozzette, la vittoria va ai britannici Dixon ed Hetherington, che precedono i connazionali Abbott-Tailford. Si ritirano invece i fratelli Güdel, partiti in pole, e l'equipaggio campione in carica Rolf Biland-Kurt Waltisperg, scattato dalla seconda posizione in griglia.

### Arrivati al traguardo (posizioni a punti)[2]
| Pos. | Pilota             | Passeggero              | Moto          | Giri | Tempo     | Punti |
| ---- | ------------------ | ----------------------- | ------------- | ---- | --------- | ----- |
| 1º   | Darren Dixon       | Andy Hetherington       | Windle-ADM    | 23   | 41'30.522 | 25    |
| 2º   | Steve Abbott       | Julian Tailford         | Windle-ADM    | 23   | +0.345    | 20    |
| 3º   | Markus Bösiger     | Jürg Egli               | LCR-ADM       | 23   | +34.722   | 16    |
| 4º   | Barry Brindley     | Scott Whiteside         | LCR-Yamaha    | 23   | +1'18.654 | 13    |
| 5º   | Mark Reddington    | Trevor Crone            | LCR-ADM       | 23   | +1'32.991 | 11    |
| 6º   | Ian Wilford        | Mick Wynn               | LCR-Honda     |      |           | 10    |
| 7º   | Yoshisada Kumagaya | Mike Finnegan           | LCR-Endurance |      |           | 9     |
| 8º   | Benny Janssen      | Frans Geurts van Kessel | LCR-Honda     |      |           | 8     |
| 9º   | Billy Gällros      | Peter Berglund          | LCR-NGK       |      |           | 7     |
| 10º  | Markus Schlosser   | Adolf Hänni             | LCR-ADM       |      |           | 6     |
| 11º  | André Vögeli       | Hansueli Wickli         | LCR-ADM       |      |           | 5     |
| 12º  | Reinhold Hollweg   | Oliver Mädler           | LCR-Krauser   |      |           | 4     |
| 13º  | Markus Neumann     | Udo Müller              | LCR-Yamaha    |      |           | 3     |
| 14º  | Baptist Kohlmann   | Ernst Theuer            | LCR-ADM       |      |           | 2     |

## Thunderbike Trophy

### Arrivati al traguardo
| Pos. | Nº | Pilota            | Motocicletta | Giri | Tempo     | Punti |
| ---- | -- | ----------------- | ------------ | ---- | --------- | ----- |
| 1º   | 1  | Yves Briguet      | Honda        | 20   | 36'59.696 | 25    |
| 2º   | 7  | Stéphane Mertens  | Honda        | 20   | +0.473    | 20    |
| 3º   | 8  | Wilco Zeelenberg  | Honda        | 20   | +0.691    | 16    |
| 4º   | 17 | Udo Mark          | Kawasaki     | 20   | +0.954    | 13    |
| 5º   | 60 | Eric Mahé         | Honda        | 20   | +12.127   | 11    |
| 6º   | 3  | Fred Bayens       | Honda        | 20   | +17.392   | 10    |
| 7º   | 4  | Idalio Gavira     | Honda        | 20   | +20.054   | 9     |
| 8º   | 49 | Toni Heiler       | Yamaha       | 20   | +20.406   | 8     |
| 9º   | 2  | Christian Zwedorn | Honda        | 20   | +20.593   | 7     |
| 10º  | 15 | Iain MacPherson   | Honda        | 20   | +20.787   | 6     |
| 11º  | 51 | Achim Penisch     | Yamaha       | 20   | +20.980   | 5     |
| 12º  | 12 | Rubén Xaus        | Honda        | 20   | +24.546   | 4     |
| 13º  | 42 | Bernd Caspers     | Bimota       | 20   | +24.613   | 3     |
| 14º  | 5  | Eustaquio Gavira  | Honda        | 20   | +29.118   | 2     |
| 15º  | 16 | Marco Risitano    | Bimota       | 20   | +30.154   | 1     |
| 16º  | 46 | Lutz Fahr         | Kawasaki     | 20   | +34.105   |       |
| 17º  | 26 | Yuichi Takeda     | Honda        | 20   | +34.200   |       |
| 18º  | 9  | Phillip McCallen  | Honda        | 20   | +49.039   |       |
| 19º  | 53 | Reinhard Strack   | Honda        | 20   | +1'01.359 |       |
| 20º  | 52 | Hermann Späth     | Yamaha       | 20   | +1'09.234 |       |
| 21º  | 10 | Giovanni Bussei   | Bimota       | 20   | +1'22.942 |       |
| 22º  | 50 | Thomas Körner     | Honda        | 20   | +1'51.056 |       |

### Ritirati
| Nº | Pilota          | Motocicletta | Giri |
| -- | --------------- | ------------ | ---- |
| 27 | Theo Dietlin    | Honda        | 12   |
| 14 | Óscar Sainz     | Kawasaki     | 9    |
| 21 | Cees Doorakkers | Bimota       | 9    |
| 54 | Guido Stüsser   | Honda        | 7    |
| 28 | Urs Schneider   | Honda        | 7    |
| 18 | Enrique de Juan | Honda        | 1    |